# Hunter (Tennessee)
Hunter é uma Região censo-designada localizada no estado norte-americano de Tennessee, no Condado de Carter.

## Demografia
Segundo o censo norte-americano de 2000, a sua população era de 1566 habitantes.

## Geografia
De acordo com o United States Census Bureau tem uma área de
16,0 km², dos quais 15,9 km² cobertos por terra e 0,1 km² cobertos por água. Hunter localiza-se a aproximadamente 269 m acima do nível do mar.

## Localidades na vizinhança
O diagrama seguinte representa as localidades num raio de 16 km ao redor de Hunter.